# Axelle Dark
Axelle Dark, född 15 januari 2010, är en fransk varmblodig travhäst. Hon tränades av sin ägare Philippe Allaire och kördes av Joseph Verbeeck.
Axelle Dark började tävla 2012 och segrade i fyra av sex starter under sin första säsong på tävlingsbanan. Hon sprang under sin karriär in 582 712 euro på 32 starter varav 7 segrar, 7 andraplatser och 3 tredjeplats. Hennes största segrar togs i Prix Albert-Viel (2013).
Hon har även segrat i Prix Vourasie (2012), Prix Gélinotte (2013), Prix Uranie (2013) och på andraplats i Prix Marcel Dejean (2012), Prix Une de Mai (2012), Prix Roquépine (2013), Prix Guy Deloison (2013), Prix Reine du Corta (2013), Prix de Tonnac-Villeneuve (2014) och på trejeplats i Prix Ozo (2013), Prix Annick Dreux (2013) och Prix Charles Tiercelin (2014).

## Statistik
| Statistik för Axelle Dark (Ref.) | Statistik för Axelle Dark (Ref.) | Statistik för Axelle Dark (Ref.) | Statistik för Axelle Dark (Ref.) | Statistik för Axelle Dark (Ref.) | Statistik för Axelle Dark (Ref.) |
| -------------------------------- | -------------------------------- | -------------------------------- | -------------------------------- | -------------------------------- | -------------------------------- |
| Starter                          | Placeringar                      | Startprissumma                   | Segerprocent                     | Platsprocent                     | Rekord                           |
| 32                               | 7-7-3                            | 582 712 euro                     | 22 %                             | 53 %                             | 1.11,2ak,                        |

### Större segrar
| År   | Lopp             | Kusk            | Vinstbelopp | Grupp   |
| ---- | ---------------- | --------------- | ----------- | ------- |
| 2012 | Prix Vourasie    | Joseph Verbeeck | 40 000 EUR  | Grupp 3 |
| 2013 | Prix Gélinotte   | Joseph Verbeeck | 60 000 EUR  | Grupp 2 |
| 2013 | Prix Albert-Viel | Joseph Verbeeck | 90 000 EUR  | Grupp 1 |
| 2013 | Prix Uranie      | Joseph Verbeeck | 60 000 EUR  | Grupp 2 |